# Roma capoccia
Roma capoccia è una canzone italiana scritta da Antonello Venditti ed è stato il brano che gli ha dato la notorietà. L'autore l'aveva composta all'età di 14 anni, qualche anno dopo aveva presentato il brano ad un provino al Folkstudio insieme a Sora Rosa e Viva Mao (quest'ultima rimasta inedita) e infine nel 1972 il brano fu inserito nell'album Theorius Campus, esordio suo e di Francesco De Gregori. Come singolo è stato pubblicato come lato B del 45 giri Ciao uomo/Roma capoccia (IT, ZT 7037 tuttavia la canzone ebbe tanto successo che qualche anno più tardi l'LP fu ristampato proprio con questo titolo. Una nuova versione dal vivo è stata pubblicata nel 45 giri Grazie Roma/Roma capoccia.

## Storia e significato
un robivecchi te chiede 'n po' de stracci,
 Li passeracci so' usignoli [...]
Io ce so' nato a Roma, [...]
Roma capoccia
der monno infame.»
La canzone è un omaggio alla sua tanto amata città. Il testo in romanesco la rende verace.

## Altre versioni
- Schola Cantorum (album Coromagia, 1975)[7];
- Claudio Villa (album Svejacore, 1975);
- Gianni Marchetti (album Old and New, 1975)[8];
- Lando Fiorini (album Ti presento Roma mia, 2010).

## Nel cinema
Il brano fa parte della colonna sonora del film La banda del gobbo di Umberto Lenzi.

## Inno
Roma capoccia è l'inno dell'Associazione Sportiva Tevere Roma.